# Rocade de Laval
 (avril 2020).
Si vous disposez d'ouvrages ou d'articles de référence ou si vous connaissez des sites web de qualité traitant du thème abordé ici, merci de compléter l'article en donnant les références utiles à sa vérifiabilité et en les liant à la section « Notes et références ».
La rocade de Laval est un aménagement routier permettant de contourner la ville de Laval en Mayenne. Elle se compose de deux tronçons : les rocades Nord & Est entre le quartier de Thévalles et Saint-Berthevin, et la rocade Sud entre Bonchamp-les-Laval et Saint-Berthevin.

## Rocades Nord & Est

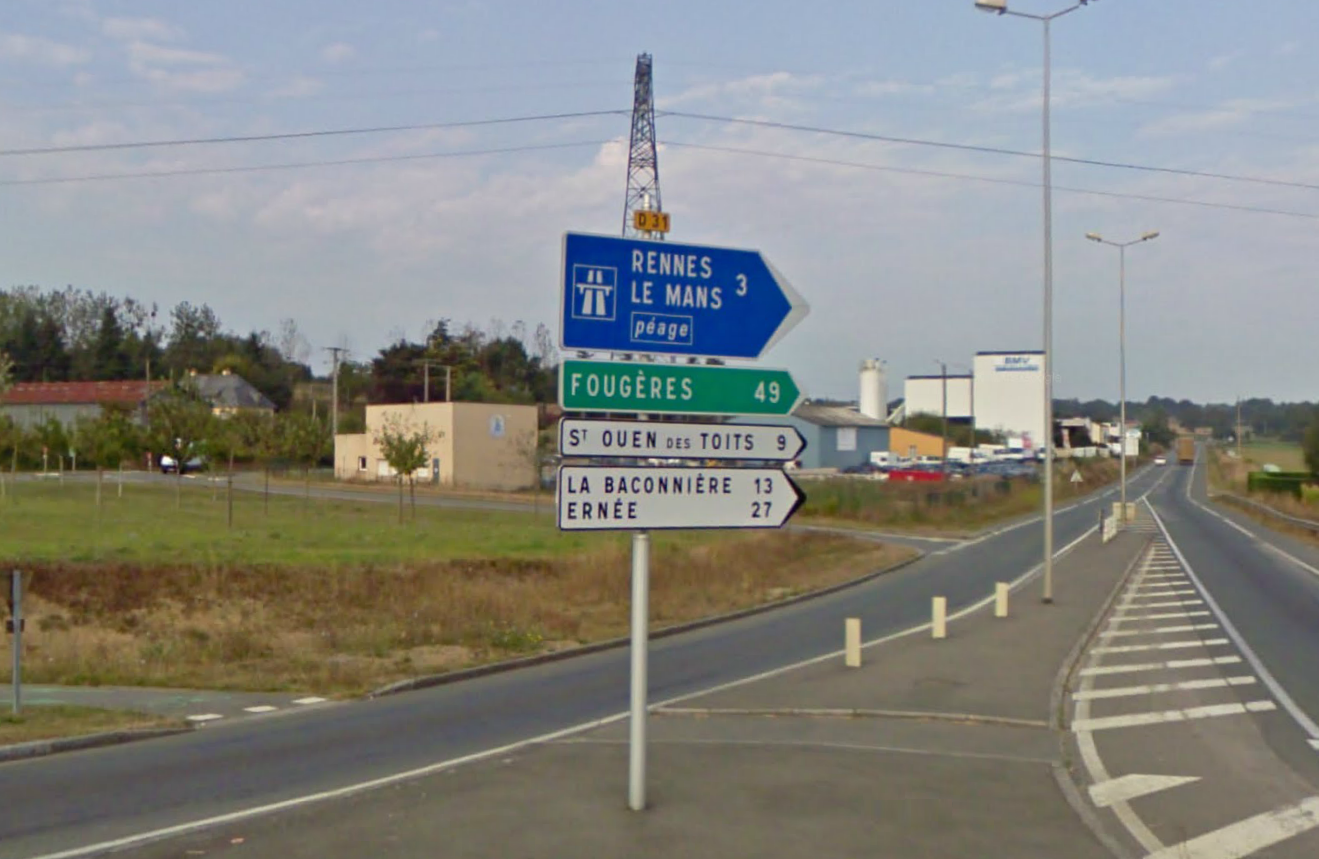
Départ de la RD 31 vers Fougères.

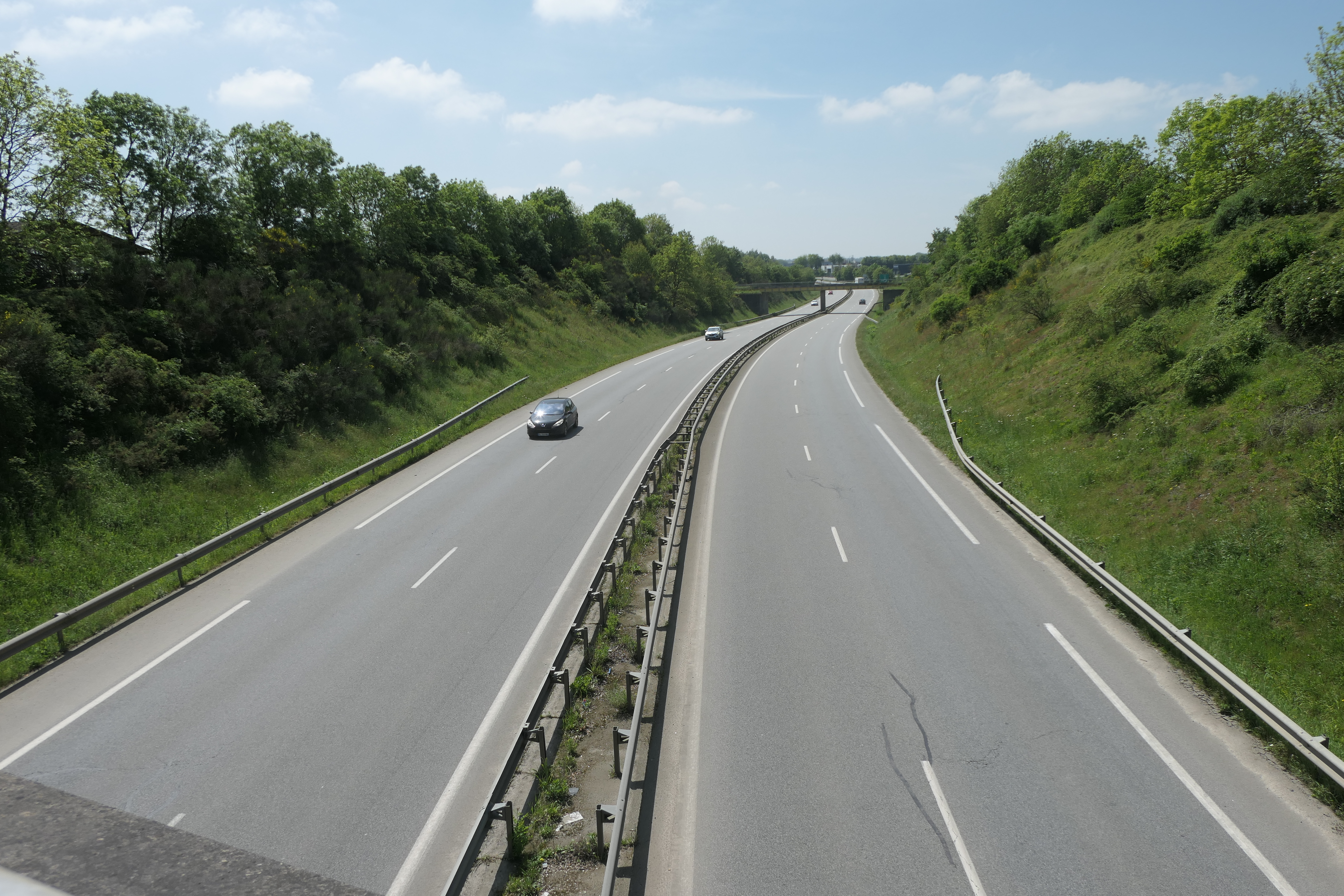
La rocade vue depuis le pont des Bizardières.

Les rocades Nord & Est sont composées de 15 ronds-points. La partie Est est portée par la RN 162 entre le quartier de Thévalles et la route de Mayenne (vers l'autoroute A81). La partie Nord entre la route de Mayenne et Saint-Berthevin est portée par la RD 900.
Les 15 ronds-points sont situés au niveau :
1. de la route d'Angers D 962 (ex-N 162)
2. de la route de Tours D 21
3. de la ZA des Bozées
4. de la route du Mans D 57 (ex-N 157)
5. de la ZA des Morandières
6. de la route de Mayenne D 962 (ex-N 162)
7. de la ZA Grands Prés
8. de Changé (rive droite)
9. de Changé (rive gauche), connectée à la rue du Vieux-Saint-Louis
10. de la ZA Grenoux
11. de la route de Fougères D 31
12. de la Servinière
13. de Saint-Berthevin -nord
14. de la route du Genest-Saint-Isle D 576
15. de la route de Rennes D 57 (ex-N 157)

Ouvrage d'art :
- Pont de Pritz (160 mètres) entre les ronds-points de Changé (rive droite) et de Changé (rive gauche)

## Rocade Sud

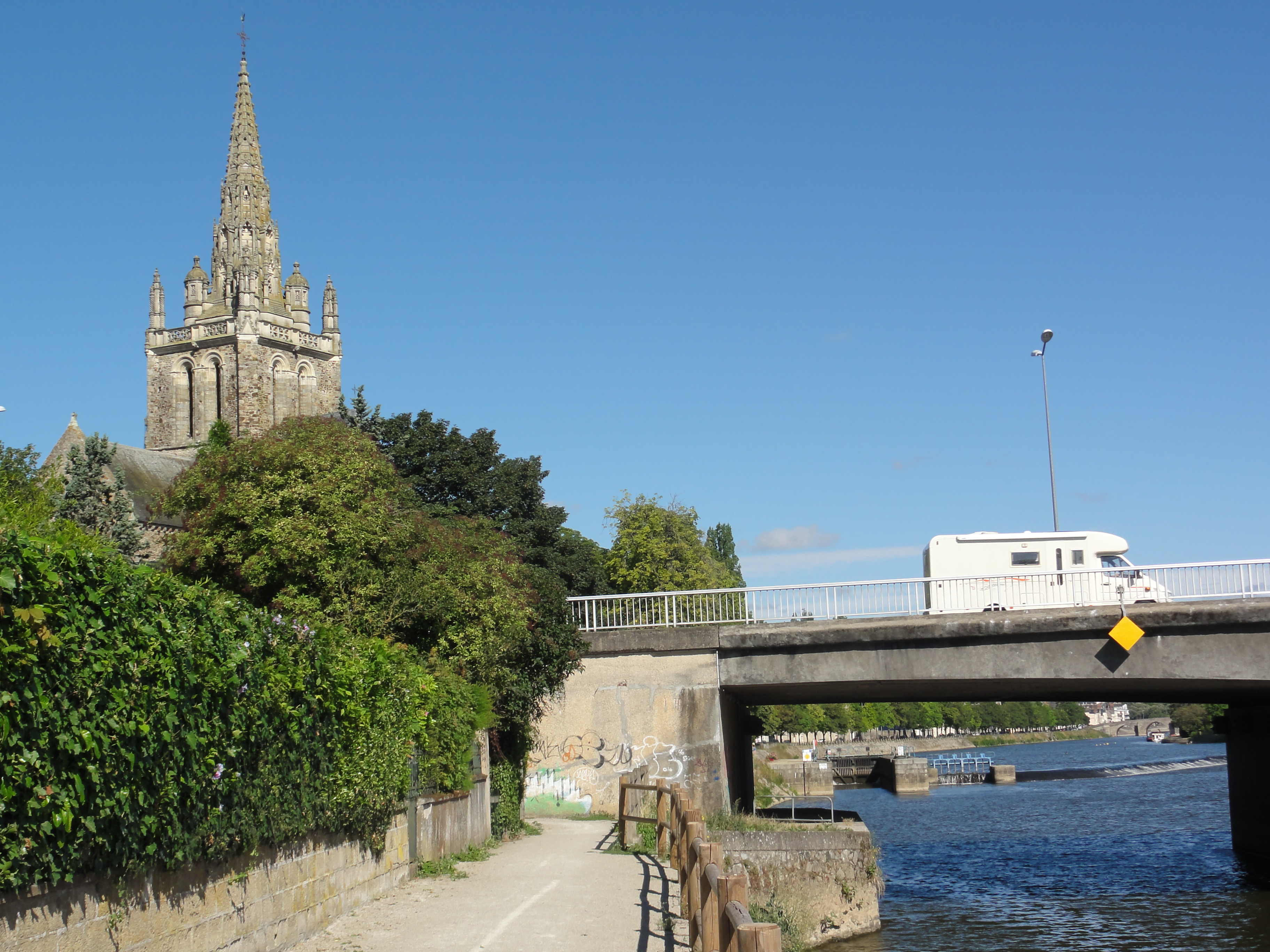
La rocade sud emprunte le pont d'Avesnières.

La rocade sud est plus ancienne et avait pour but de détourner l'ex-RN 157 (Le Mans-Rennes) du centre-ville de Laval. Elle est aujourd'hui sous forme d'un ensemble de boulevards urbains. A l'ouest, elle est connectée à la rue de Bretagne.
Ouvrage d'art : 
- Pont d'Avesnières